# Élections à l'Assemblée d'Estrémadure de 2007
Les élections à l'Assemblée d'Estrémadure de 2007 (en espagnol : Elecciones a la Asamblea de Extremadura de 2007) se sont tenues le dimanche 27 mai 2007, afin d'élire les soixante-cinq députés de la septième législature de l'Assemblée d'Estrémadure.
Le scrutin voit la victoire de la coalition Parti socialiste ouvrier espagnol-Régionalistes (PSOE-Reg.), qui remporte la majorité absolue des voix et des sièges.

## Contexte
Depuis la mort de Francisco Franco et l'avènement de la transition démocratique, l'Estrémadure s'affirme comme une terre dominée par le PSOE, même si le Parti populaire (PP) a réussi quelques percées entre 1994 et 1995, puis en 2000.
Ainsi, lors des élections autonomiques du 25 mai 2003, la coalition Parti socialiste ouvrier espagnol-Progressistes a passé la barre des 50 % des voix en atteignant un résultat de 52,4 % des suffrages exprimés. Cela lui a permis de remporter 36 députés sur 65, confortant ainsi sa majorité absolue. Arrivé deuxième une nouvelle fois, le Parti populaire d'Estrémadure (PP-E) cale juste en dessous des 40 %, avec un total de 39,2 % et 26 parlementaires à l'Assemblée. Quant à l'alliance Gauche unie-Socialistes indépendants d'Estrémadure (IU-SIEX), elle confirme sa position de troisième force parlementaire avec 6,4 %, ce qui lui assure les 3 mandats restant à pourvoir.
Le même jour étaient organisées les élections municipales. La domination socialiste se confirme assez nettement, leurs listes totalisant 47,4 % des voix. Ils devancent clairement les conservateurs, qui s'accrochent solidement à leur statut de deuxième parti de la communauté autonome en comptant avec le soutien de 37,8 % des votants. Les écosocialistes se trouvent donc encore une fois troisièmes avec un résultat de 7,2 %. En conséquence, le PP gouverne quatre des sept villes de plus de 25 000 habitants, dont Mérida, Badajoz et Cáceres, toutes avec une majorité absolue. Les trois dernières sont contrôlées par le PSOE, qui ne dispose que d'une majorité relative à Plasencia. C'est la première fois depuis le grand chelem conservateur de 1995 que les socialistes prennent le pouvoir dans les villes les plus importantes d'Estrémadure. Ainsi le PSOE se maintient-il à la tête des deux députations provinciales, avec la majorité absolue des sièges dans chacune d'elles.
Les élections générales du 14 mars 2004 viennent valider ce rapport de forces. Encore une fois premier, le Parti socialiste arrive largement en tête en cumulant 51,9 % des suffrages exprimés, ce qui lui permet de faire élire 5 députés sur les 10 que compte la communauté autonome. Le Parti populaire, deuxième, recueille tout de même 42,9 % et remporte les 5 mandats restant à pourvoir. La Gauche unie est encore une fois troisième mais doit se contenter d'un très faible score de seulement de 3,5 % des voix. Ainsi au Sénat, les socialistes remportent trois sièges sur quatre dans chaque province, les conservateurs s'attribuant systématiquement le mandat restant. Le 18 avril, la conseillère à l'Équipement de la Junte d'Estrémadure María Antonia Trujillo est nommée ministre du Logement dans le nouveau gouvernement espagnol.
Au cours des élections au Parlement européen du 13 juin 2004, l'abstention atteint pour la première fois plus de 50 % des inscrits. Cela ne joue que peu sur la configuration politique de la communauté autonome, puisque la liste du PSOE recueille 52,5 % des votes, celle du PP recevant 43,5 % des suffrages exprimés. IU poursuit son effondrement en Estrémadure et se contente alors de 2,6 %. Environ huit mois plus tard se tient le référendum du 20 février 2005 sur la ratification du traité établissant une Constitution pour l'Europe. Avec un taux de participation de 49,3 %, les électeurs de la communauté autonome se prononcent massivement en faveur du texte, le « Oui » l'emportant avec 90,1 % des bulletins de vote.
Le 19 septembre 2006, le président de la Junte Juan Carlos Rodríguez Ibarra, au pouvoir depuis juin 1983 et vu comme l'un des « barons » du PSOE, annonce qu'il renonce à postuler à un septième mandat consécutif. Deux jours plus tard, le PSOE-Ex investit son successeur désigné, le conseiller à la Santé de la Junte Guillermo Fernández Vara.

## Mode de scrutin

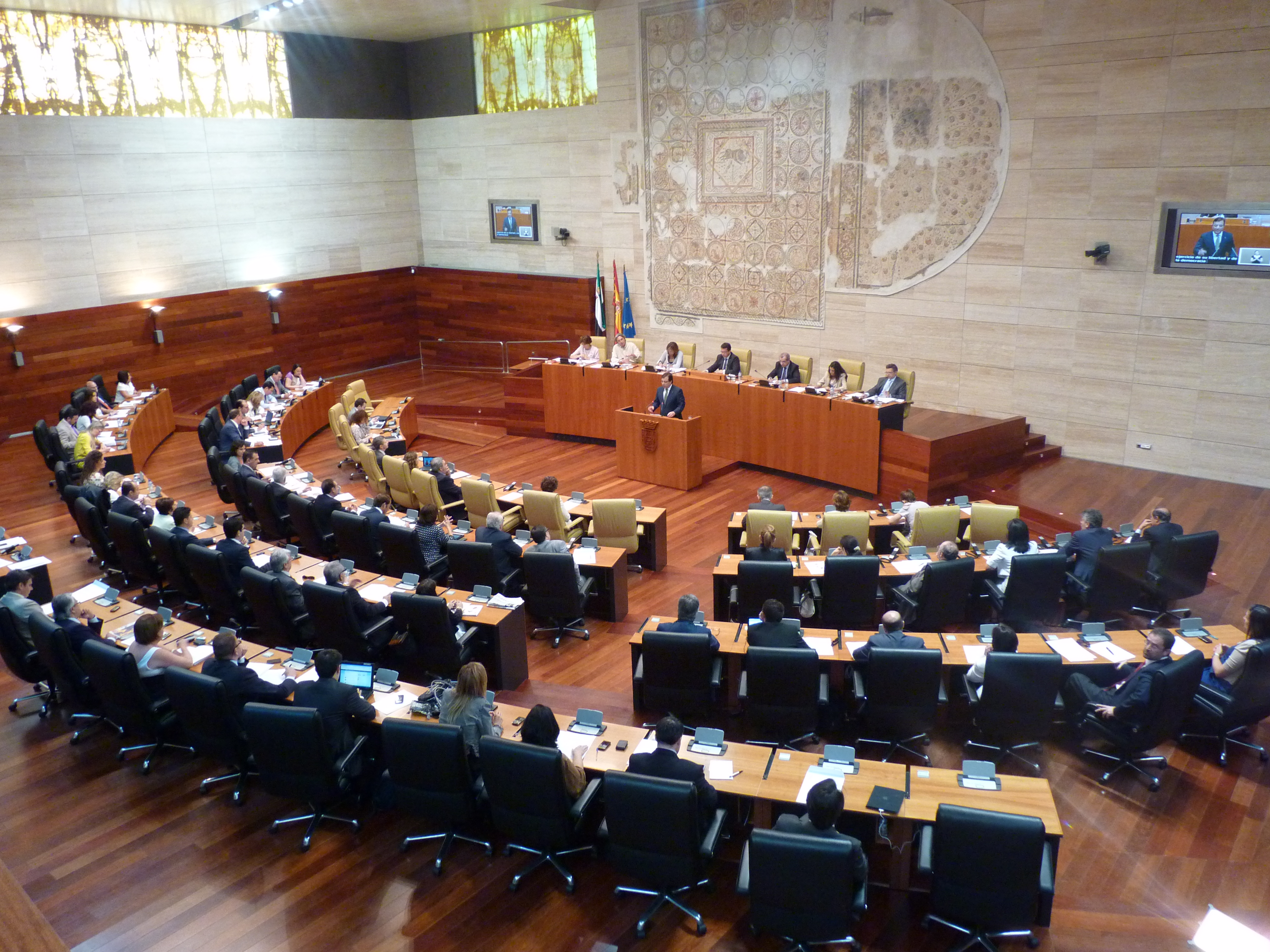
Salle des séances de l'Assemblée.

L'Assemblée d'Estrémadure (en espagnol : Asamblea de Extremadura) se compose de 65 députés, élus pour un mandat de quatre ans au suffrage universel direct, suivant le scrutin proportionnel à la plus forte moyenne d'Hondt.
Chaque province constitue une circonscription, à raison de 35 sièges pour Badajoz et 30 sièges pour Cáceres. Seules les forces politiques – partis, coalitions, indépendants – ayant remporté au moins 5 % des suffrages exprimés au niveau du territoire provincial ou au niveau de la communauté autonome participent à la répartition des sièges.

## Campagne

### Partis et chefs de file
| Force politique | Force politique                                                                                              | Chef de file             | Idéologie                                                       | Résultats de 2003          |
| --------------- | --- | ------------------------ | --------------------------------------------------------------- | -------------------------- |
|                 | Parti socialiste ouvrier espagnol-Régionalistes Partido Socialista Obrero Español-Regionalistas              | Guillermo Fernández Vara | Centre gauche Social-démocratie, progressisme, régionalisme     | 52,4 % des voix 36 députés |
|                 | Parti populaire-Estrémadure unie Partido Popular-Extremadura Unida                                           | Carlos Floriano          | Centre droit Conservatisme, démocratie chrétienne, régionalisme | 39,2 % des voix 26 députés |
|                 | Gauche unie-Socialistes indépendants d'Estrémadure Izquierda Unida-Socialistas Independientes de Extremadura | Víctor Casco             | Gauche Écosocialisme, communisme, républicanisme, régionalisme  | 6,4 % des voix 3 députés   |

## Résultats

### Voix et sièges
|                          |                                                    |         |       |      |        |               |  |  |  |  |  |  |  |  |
| Parti                    | Parti                                              | Voix    | %     | +/-  | Sièges | +/-           |  |  |  |  |  |  |  |  |
|                          | Parti socialiste ouvrier espagnol-Reg. (PSOE-Reg.) | 352 342 | 53,00 | 1,34 | 38     | 2             |  |  |  |  |  |  |  |  |
|                          | Parti populaire-EU (PP-EU)                         | 257 392 | 38,71 | 1,83 | 27     | 1             |  |  |  |  |  |  |  |  |
|                          | Gauche unie-SIEx (IU-SIEx)                         | 30 028  | 4,52  | 1,75 | 0      | 3             |  |  |  |  |  |  |  |  |
|                          | Indépendants pour l’Estrémadure (IPEx)             | 8 389   | 1,26  | Nv.  | 0      | en stagnation |  |  |  |  |  |  |  |  |
|                          | Les Verts d’Estrémadure (LV)                       | 4 082   | 0,61  | Nv.  | 0      | en stagnation |  |  |  |  |  |  |  |  |
|                          | Union populaire estrémadurienne (UPEx)             | 1 520   | 0,23  | Nv.  | 0      | en stagnation |  |  |  |  |  |  |  |  |
|                          | Initiative habitable (IH)                          | 958     | 0,14  | Nv.  | 0      | en stagnation |  |  |  |  |  |  |  |  |
|                          | Parti communiste des peuples d'Espagne (PCPE)      | 903     | 0,14  | Nv.  | 0      | en stagnation |  |  |  |  |  |  |  |  |
|                          | Citoyens en blancs (CenB)                          | 499     | 0,08  | Nv.  | 0      | en stagnation |  |  |  |  |  |  |  |  |
|                          | Centre démocratique et social (CDS)                | 445     | 0,07  | Nv.  | 0      | en stagnation |  |  |  |  |  |  |  |  |
|                          | Parti humaniste (PH)                               | 370     | 0,06  | 0,10 | 0      | en stagnation |  |  |  |  |  |  |  |  |
|                          | Vote blanc                                         | 7 926   | 1,19  | 0,18 |        |               |  |  |  |  |  |  |  |  |
|                          |                                                    |         |       |      |        |               |  |  |  |  |  |  |  |  |
| Suffrages exprimés       | Suffrages exprimés                                 | 664 854 | 99,27 |      |        |               |  |  |  |  |  |  |  |  |
| Votes nuls               | Votes nuls                                         | 4 898   | 0,73  |      |        |               |  |  |  |  |  |  |  |  |
| Total                    | Total                                              | 669 752 | 100   | -    | 65     | en stagnation |  |  |  |  |  |  |  |  |
| Abstention               | Abstention                                         | 223 795 | 25,05 |      |        |               |  |  |  |  |  |  |  |  |
| Inscrits / participation | Inscrits / participation                           | 893 547 | 74,95 |      |        |               |  |  |  |  |  |  |  |  |

#### Par circonscription
| Circonscription | Circonscription | Badajoz | Badajoz | Badajoz | Badajoz       | Cáceres | Cáceres | Cáceres | Cáceres       |
| --------------- | --------------- | ------- | ------- | ------- | ------------- | ------- | ------- | ------- | ------------- |
|                 |                 |         |         |         |               |         |         |         |               |
| Sièges          | Sièges          | 35      | 35      | 35      | en stagnation | 30      | 30      | 30      | en stagnation |
|                 |                 |         |         |         |               |         |         |         |               |
|                 |                 | Nombre  | Nombre  | %       | %             | Nombre  | Nombre  | %       | %             |
| Inscrits        | Inscrits        | 544 753 | 544 753 | 100,00  | 100,00        | 348 794 | 348 794 | 100,00  | 100,00        |
| Abstentions     | Abstentions     | 138 685 | 138 685 | 25,46   | 25,46         | 85 110  | 85 110  | 24,40   | 24,40         |
| Votants         | Votants         | 406 068 | 406 068 | 74,54   | 74,54         | 263 684 | 263 684 | 75,60   | 75,60         |
| Nuls            | Nuls            | 2 828   | 2 828   | 0,70    | 0,70          | 2 070   | 2 070   | 0,79    | 0,79          |
| Exprimés        | Exprimés        | 403 240 | 403 240 | 99,30   | 99,30         | 261 614 | 261 614 | 99,21   | 99,21         |
|                 |                 |         |         |         |               |         |         |         |               |
| Partis          | Partis          | Voix    | %       | Sièges  | +/−           | Voix    | %       | Sièges  | +/−           |
|                 | PSOE-Reg.       | 216 952 | 53,80   | 21      | 1             | 135 390 | 51,75   | 17      | 1             |
|                 | PP-EU           | 152 109 | 37,72   | 14      | 1             | 105 283 | 40,24   | 13      | en stagnation |
|                 | IU-SIEx         | 19 916  | 4,94    | 0       | 2             | 10 112  | 3,87    | 0       | 1             |
|                 | Autres          | 9 544   | 2,37    |         |               | 7 622   | 2,91    |         |               |
|                 | Blanc           | 4 719   | 1,17    | 3 207   | 1,23          |         |         |         |               |

### Analyse
Les élections de 2003 avaient vu le nombre d'inscrits refluer. En 2007, il progresse de 12 500, alors que 17 800 électeurs supplémentaires boudent les urnes. En conséquence, le taux de participation passe de justesse sous les 75 %.
Cela n'affecte en rien la position de l'alliance entre le Parti socialiste ouvrier espagnol et la Coalition estrémègne, qui progresse de 10 800 bulletins de vote en quatre ans. Jamais encore dans une élection autonomique une force politique n'avait franchi le seuil des 35 000 voix. Le score final des socialistes est à rapprocher du record de 1991, qui n'est cependant pas battu. Par ailleurs, pour la première fois depuis cette même élection, le PSOE franchit la majorité absolue des suffrages dans les deux provinces de la communauté autonome, réalisant en outre son meilleur score dans Cáceres.
Après deux reculs consécutifs inférieurs à 5 000 voix au total, le Parti populaire d'Estrémadure, associé aux régionalistes de centre droit d'Estrémadure unie, repart à la hausse avec une infime progression de 1 500 suffrages. Depuis 1995, il ne parvient pas à briser le plafond de verre des 260 000 voix et reste bloqué dans l'opposition, oscillant entre 25 et 30 parlementaires. L'écart qui le sépare des socialistes augmente encore et se rapproche du seuil des 100 000 voix, qui n'a pas été franchi depuis le scrutin de 1991.
Quant à la Gauche unie et ses alliés des Socialistes indépendants d'Estrémadure, ils sont cette fois-ci exclus de l'Assemblée, après y avoir siégé sans discontinuer depuis 1983 et occupé le rôle de troisième force parlementaire depuis 1991. Avec la perte de 11 400 voix, les écosocialistes tombent sous les 5 % sur le territoire régional et dans les deux provinces, ce qui les empêche de participer à la répartition des sièges. Jamais depuis la création de la communauté autonome il n'y avait eu que deux forces au sein du parlement autonomique.

### Conséquences
Le 25 juin 2007, le président de l'Assemblée Juan Ramón Ferreira propose à l'investiture des parlementaires le nom de Guillermo Fernández Vara. Le 27 juin, à l'issue de deux jours de débats, il est investi président de la Junte par 37 voix pour, 27 voix contre et aucune abstention. Il est officiellement nommé deux jours plus tard.